# Казе д'Орифиле (Гросето)
Казе д'Орифиле је насеље у Италији у округу Гросето, региону Тоскана.
Према процени из 2011. у насељу је живело 47 становника. Насеље се налази на надморској висини од 647 м.